# Ochthera angustitarsus
Ochthera angustitarsus är en tvåvingeart som beskrevs av Becker 1903. Ochthera angustitarsus ingår i släktet Ochthera och familjen vattenflugor.
Artens utbredningsområde är Egypten. Inga underarter finns listade i Catalogue of Life.